# Les Neuf Sœurs
Ложа «Les Neuf Sœurs» была создана в Париже в 1776 году. Она была выдающейся французской масонской ложей под юрисдикцией Великого востока Франции, которая оказала влияние в организации поддержки Францией американской революции.

## Ложа
«Общество Девяти сестёр», как благотворительное общество, участвовало в академических исследовательских программах, и было активно в Академии королевских наук начиная с 1769 года. Это название, упомянутых девяти Муз, дочерях Мнемозины, сохранено как память о покровительницах искусств и наук с древнейших времён, имевших большое значение для французских культурных кругов. Ложа с аналогичным названием и целью была открыта в 1776 году Жеромом де Лаландом. С самого начала Великой французской революции, с 1789 по 1792 год, «Девять сестёр» стала «Национальным обществом».
Во время французской революции «Академия королевских наук и искусств» была резко реорганизована двумя членами ложи, Антуаном Лораном де Жюсье и Гилбертом Ромме, совместно с Анри Грегуаром, при помощи «Общества свободных наук, изящной словесности и искусств», субсидировав то, что потом стало «Французским институтом», для того, чтобы сохранить изначальное влияниe «Девяти сестёр» нетронутыми. Ложа была воссоздана под своим первоначальным названием в 1805 году, прекратила функционировать в 1829—1836, и была окончательно закрыта в 1848 году. Её последующими «досточтимыми мастерами» первого десятилетия были: Бенджамин Франклин (1779—1781), маркиз де Ла Саль (1781—1783), Милли (1783—1784), Чарльз Депати (1784), Эли де Бомон (1784—1785), и Клод Пасторе (1788—1789).

## Американцы
В 1778 году Вольтер стал членом ложи, Бенджамин Франклин и Джон Пол Джонс также были приняты в этом же году. Бенджамин Франклин стал досточтимым мастером ложи в 1779 году, и был переизбран на эту же должность в 1780 году. Когда Франклин, после долгого и значительного пребывания в Европе, вернулся в Америку для участия в написании Конституции США, Томас Джефферсон занял пост американского посланника.
Жан-Антуан Гудон, член «Девяти сестёр», добавил мраморный бюст Джефферсона в своё собрание работ, в которое вошли бюсты Франклина и генерала Лафайетта. Джефферсон убедил Гудона, чтобы тот сделал знаменитую статую Джорджа Вашингтона, для чего Гудон ездил в США в 1785 году.
Хотя Джефферсон остался в Париже, в «Maison des Feuillants», он оставался в дружеских отношениях с Жан-Франсуа Мармонтелем «пожизненным генеральным секретарём» Парижской академии наук, и ещё одним членом ложи «Девяти сестёр». В то же время Джефферсон дружил с Джоном Адамсом.
В «Заметках об истории якобинства» (фр. Mémoires pour servir à l’Histoire du Jacobinisme), аббат Баррюэль, относит членство ключевых фигур французской революции к ложе «Девяти сестёр», таких как Бриссо и Дантон. Баррюэль утверждал, что Бриссо являлся членом ложи «Девять сестёр», хотя Бриссо писал, что он был посвящён в немецкой ложе, и никогда не был активным масоном.

## Члены ложи
- Вольтер (1694—1778) — инициирован 4 апреля 1778 года в Париже. Он был введён в ложу в сопровождении Бенджамина Франклина и Антуана де Жебелена. Он умер через месяц. Его членство однако было символом независимости разума и его участия в ложе «Девять сестёр».
- Бенджамин Франклин (1706—1790)
- Джонс Пол Джонс (1747—1792)
- Жан-Николя Демюнер (1751—1814)
- Клод Эммануэль де Пасторе (1755—1840)
- Антуан де Жебелен (1725—1784)
- Камиль Демулен (1760—1794)
- Луи де Фонтан (1757—1821)
- Николя-Луи Франсуа де Нёфшато (1750—1828)
- Жан-Батист Грёз (1725—1805)
- Жан-Антуан Гудон (1741—1828)
- Николя Далейрак (1753—1809)
- Николя Роз (1745—1819)
- Бернар де Ласепед (1756—1825)
- Адриан-Николя Пьедефер, маркиз де ля Саль (1735—1818)
- Карл Верне (1758—1836)
- Жан-Франсуа Мармонтель (1723—1799)
- Пьер-Луи Женгене (1748—1815)
- Жак-Этьен Монгольфье (1745—1799)
- Никколо Пиччини (1728—1800)
- Эммануэль-Жозеф Сийес (1748—1836)
- Николя де Шамфор (1741—1794)
- Жозеф-Игнас Гильотен (1738—1794)
- Доминик Жозеф Гара (1749—1833)
- Пьер Жан Жорж Кабанис (1757—1808)
- Жером де Лаланд (1732—1807)
- Николя Брике де Ла Диксмери (1731?-1791)
- Жан-Мишель Моро (1741—1814)
- Жан Сильвен Байи (1736—1793) и маркиз де Кондорсе (1743—1794) — они часто упоминаются как члены ложи, но веских оснований так считать нет[4].